# Chrostosoma viridipunctata
Chrostosoma viridipunctata là một loài bướm đêm thuộc phân họ Arctiinae, họ Erebidae.